# Hugues de Chalon-Tonnerre
Hugues de Chalon, mort après 1418, est un seigneur bourguignon, issu de la tige des tige des Chalon-Auxerre-Tonnerre.

## Biographie

### Origines
La date de naissance d'Hugues de Chalon n'est pas connue. Il est un fils cadet de Louis Ier de Chalon, comte de Tonnerre, et de sa première épouse Marie de Parthenay, fille de Guillaume VII de Parthenay-Larchevêque et Jeanne de Mathefelon,.
Il a notamment pour frère, Louis II († 1422/24), héritier de Tonnerre, et sœurs Jeanne II et Marguerite, qui hériteront à leur tour  du comté de Tonnerre,.

### Seigneur bourguignon
Il reçoit en apanage les terres de Griselles, Channes, Cruzy-le-Châtel (après son frère), et Argenteuil,.
Il est marié à Catherine de l'Isle-Bouchard, dame de L'Isle Bouchard, Doué, Gençay, Selles et Rochefort-sur-Loire fille d’honneur de la Reine Isabeau de Bavière puis de Marie d'Anjou. Elle est la fille de Jean, baron de L'Isle Bouchard, et de Jeanne de Bueil, fille de Jean III de Bueil. Veuve en premières noces de Jean des Roches († 1416), elle épousera en troisièmes noces Pierre II de Giac et en quatrièmes noces Georges Ier de La Trémoille.
Hugues de Chalon meurt après 1417.